# Neotoxura robusta
Neotoxura robusta är en tvåvingeart som först beskrevs av Mario Bezzi 1929.  Neotoxura robusta ingår i släktet Neotoxura och familjen Pyrgotidae. Inga underarter finns listade i Catalogue of Life.